# Cynoglossus acaudatus
Cynoglossus acaudatus és un peix teleosti de la família dels cinoglòssids i de l'ordre dels pleuronectiformes que viu a l'oest de l'oceà Índic (des de Somàlia fins a KwaZulu-Natal i, també, a les Seychelles).